# رایان برگ
رایان برگ (انگلیسی: Ryan Burge؛ زادهٔ ۱۲ اکتبر ۱۹۸۸) بازیکن فوتبال اهل بریتانیا است.
از باشگاه‌هایی که در آن بازی کرده‌است می‌توان به باشگاه فوتبال دونکستر راورز، باشگاه فوتبال نیوپورت کانتی، باشگاه فوتبال ماچیدا زلویا، باشگاه فوتبال هاید، باشگاه فوتبال آکسفورد یونایتد، باشگاه فوتبال ساتون یونایتد، باشگاه فوتبال ووستر سیتی، باشگاه فوتبال بیرمنگام سیتی، باشگاه فوتبال بارنت، و باشگاه فوتبال پورت ویل اشاره کرد.